# Acer morrisonense
Acer morrisonense — вид квіткових рослин із роду клен (Acer).

## Морфологічна характеристика
Це дерево до 20 м заввишки. Кора жовтувато-сіра, гладка. Гілочки голі; зимові бруньки еліпсоїдні, зовнішні луски голі. Листки опадні: листкові ніжки 5–7 см завдовжки, голі; листові пластинки круглувато-яйцюваті, 8–10 × 6–8 см, край подвійно-пилчастий з грубими гострими зубцями, неглибоко 5-лопатеві, до 1/5 ширини лопаті; середня частка коротко яйцеподібна, верхівка загострена; бічні та базальні частки малі, верхівка гостра чи тупа. Суцвіття китицеподібне, 15-квіткове. Плід жовтувато-коричневий, дрібний; горішки майже еліпсоїдні, ≈ 6 × 4 мм; крило з горішком 18–23 × 6–7 мм, крила тупо розправлені. Період цвітіння: березень і квітень; період плодоношення: жовтень.

## Середовище проживання
Цей вид є ендеміком Тайваню. Зростає в змішаних лісах та окрайцях гірських хребтів на висотах 1800–2300 метрів; вважається стійким до холодів і посухи.

## Використання
Немає інформації.

## Синоніми
Синоніми:
- Acer rubescens Hayata

## Галерея

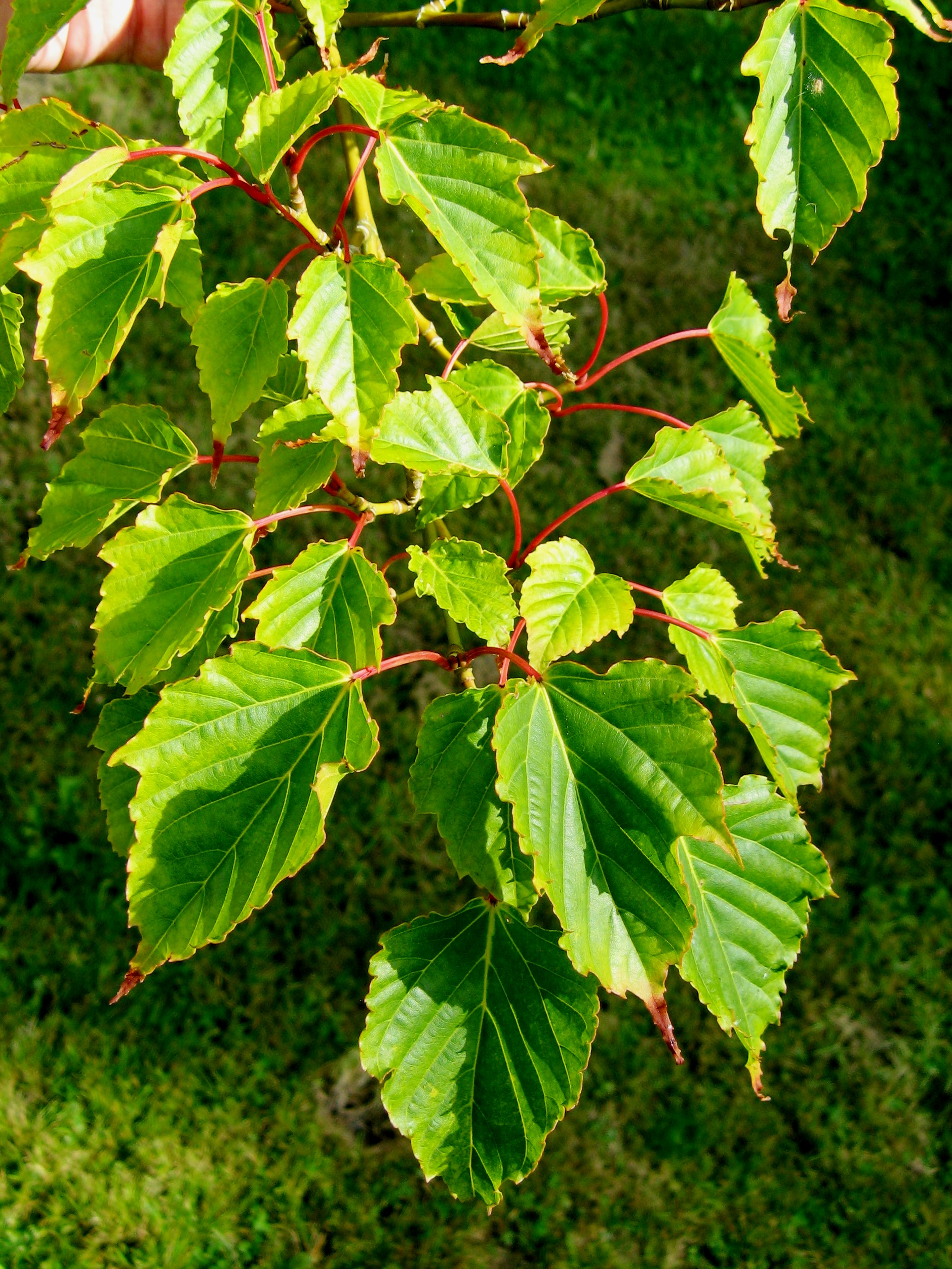
листя
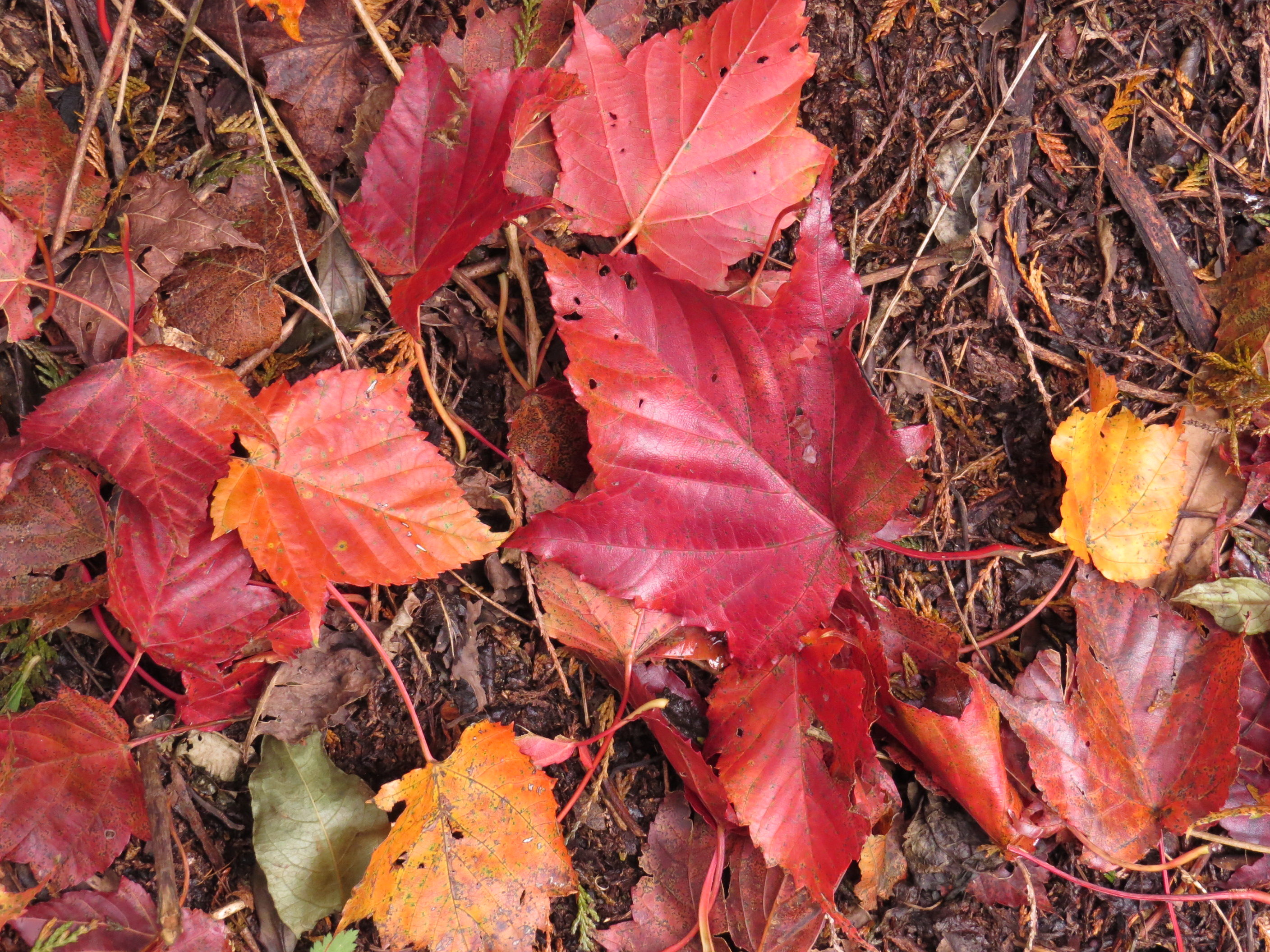
опале листя
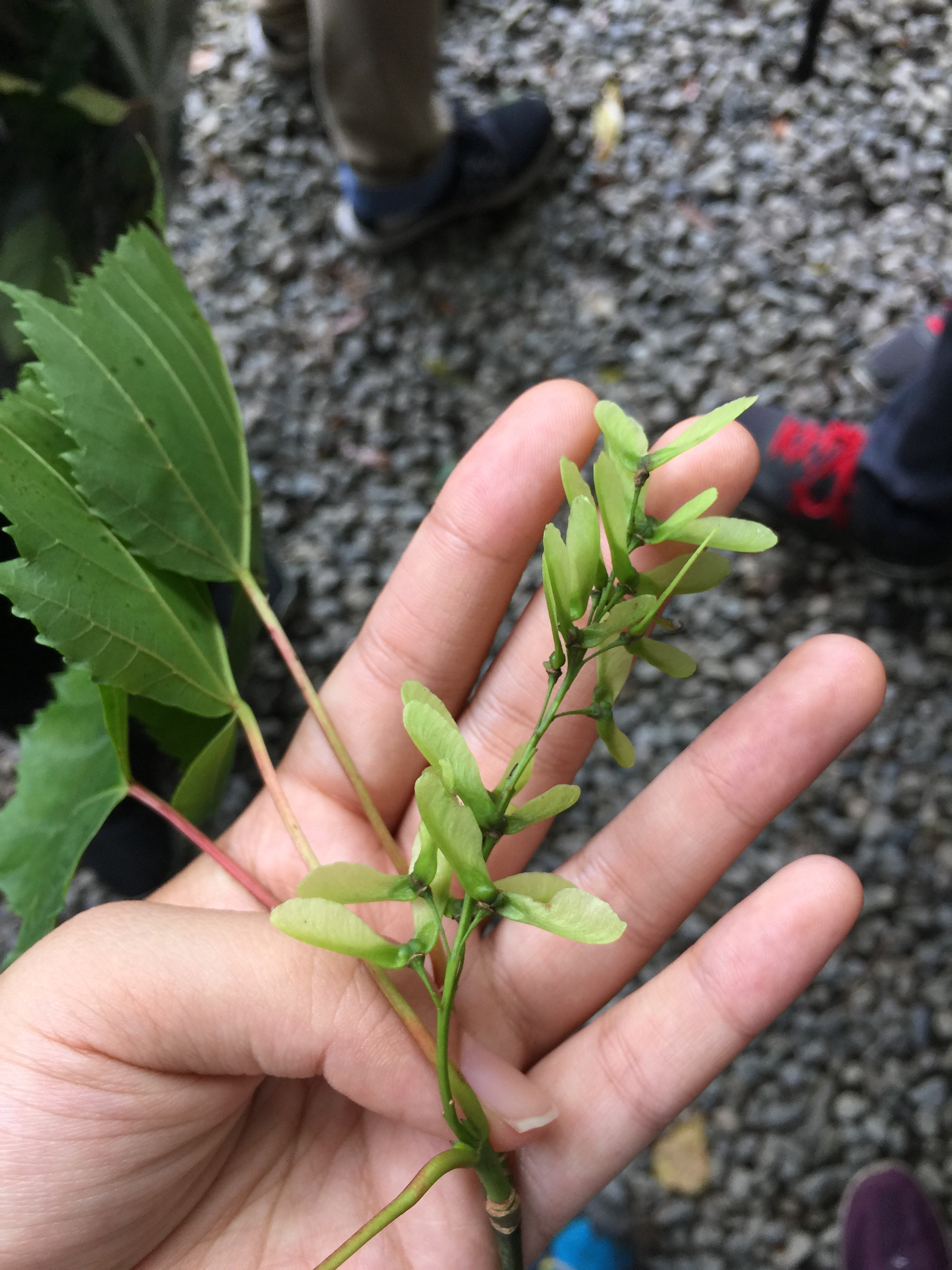
плоди